# A Menina do Veleiro Azul (radionovela)
A Menina do Veleiro Azul foi uma radionovela de Ivani Ribeiro escrita para a Rádio Clube Paranaense em 1959. Transmitida às 17h, nas segundas, quartas e sextas, sob o patrocínio do Sabonete Lever. A trama contava a história de Glorinha da infância à juventude.

## Elenco principal
- Sônia Moreira
- Eduardo Cury
- Dalva Costa
- Maria Estela Barros
- Marcelo Ponce
- Mário Jorge
- Odete Lyz
- Lino de Giácomo